# Supressió envoltant
La supressió envoltant és quan la taxa de tret relativa d'una neurona pot disminuir sota certes condicions quan s'amplia un estímul concret. S'ha observat en estudis d'electrofisiologia del cervell i s'ha notat en moltes neurones sensorials, sobretot en el sistema visual primerenc. La supressió envoltant es defineix com una reducció de l'activitat d'una neurona en resposta a un estímul fora del seu camp receptiu clàssic.
Les connexions funcionals necessàries amb altres neurones influenciades per l'estimulació fora d'una àrea particular i per processos dinàmics en general, i l'absència d'una descripció teòrica d'un estat del sistema que es pugui tractar com a línia de base, priven el terme "camp receptiu clàssic" de significat funcional. El descriptor "supressió de l'envoltant" pateix un problema similar, ja que les activitats de les neurones a l'"envoltant" del "camp receptiu clàssic" estan determinades de manera similar per connectivitats i processos que impliquen neurones més enllà.) Aquest efecte no lineal és un dels molts que revela la complexitat dels sistemes sensorials biològics, i les connexions de les propietats de les neurones que poden causar aquest efecte (o el seu contrari) encara s'estan estudiant. Les característiques, els mecanismes i les conseqüències perceptives d'aquest fenomen són d'interès per a moltes comunitats, incloses la neurobiologia, la neurociència computacional, la psicologia i la visió per computador.

## Fons

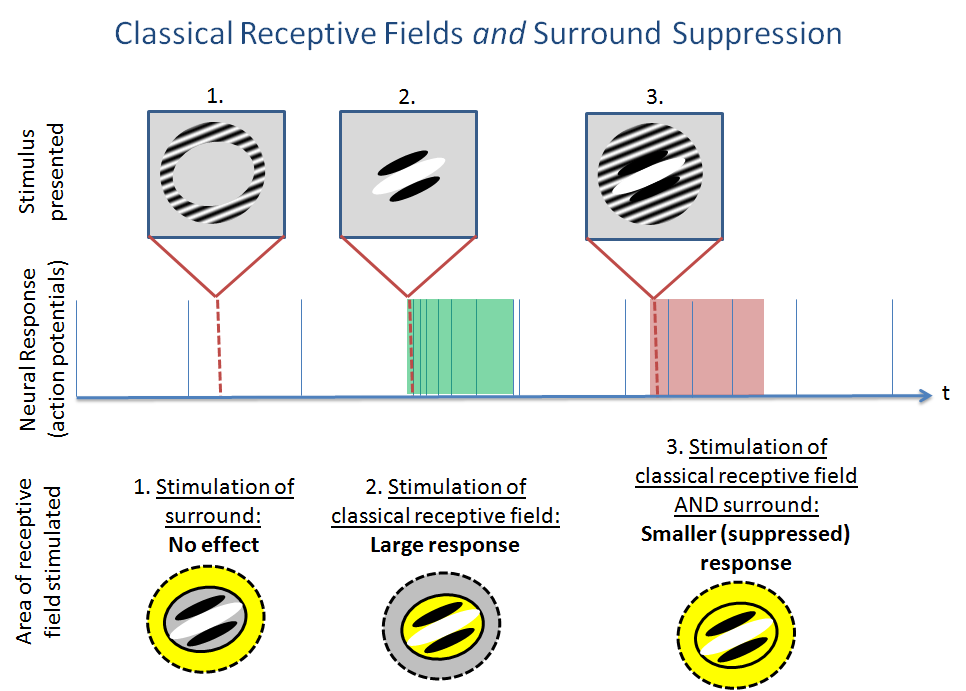
L'estimulació de l'entorn amb el camp receptiu clàssic indueix una resposta més petita que l'estimulació del camp receptiu clàssic per si sola. L'estimulació de l'entorn per si sola no té cap efecte.

El model clàssic de la visió primerenca presumeix que cada neurona respon independentment a un estímul específic en una àrea localitzada del camp visual. (Segons Carandini et al. (2005), aquest model computacional, que es pot ajustar a diversos conjunts de dades, "es degrada ràpidament si canviem gairebé qualsevol aspecte de l'estímul de prova"). L'estímul i la ubicació corresponent al camp visual s'anomenen col·lectivament camp receptiu clàssic. Tanmateix, no tots els efectes es poden explicar mitjançant filtres independents ad hoc. La supressió del camp envoltant és un dels infinits efectes possibles en què les neurones no es comporten segons el model clàssic. Aquests efectes s'anomenen col·lectivament efectes de camp receptiu no clàssics i recentment s'han convertit en una àrea de recerca substancial en la visió i altres sistemes sensorials.
Durant la supressió del camp envoltant, les neurones són inhibides per un estímul fora del seu camp receptiu clàssic, en una zona anomenada, sens dubte, "camp envoltant".

## Característiques: efectes sobre les respostes neuronals

### Estudis d'electrofisiologia
Els estudis d'electrofisiologia s'utilitzen per caracteritzar l'efecte de supressió de l'entorn. Els investigadors de la visió que registren l'activitat neuronal a l'escorça visual primària (V1) han vist que les taxes de pic, o respostes neuronals, poden ser suprimides en fins a un 90% de les neurones per estímuls fora del seu entorn. En aquestes cèl·lules, les taxes de pic poden reduir-se fins a un 70%.

### Dependència d'estímuls i atenció

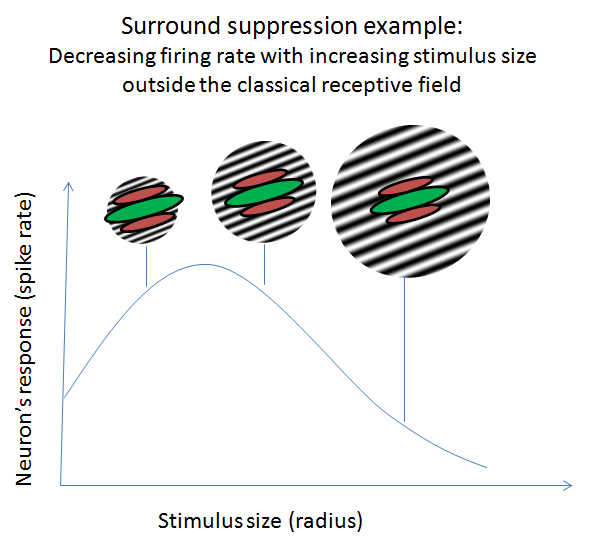
La supressió sovint augmenta amb la mida de l'estímul més enllà del camp receptiu clàssic.

L'efecte supressor sovint depèn del contrast, l'orientació i la direcció del moviment de l'estímul que estimula l'entorn. Aquestes propietats depenen en gran manera de l'àrea del cervell i de la neurona individual que s'estudia. En la MT, per exemple, les cèl·lules poden ser sensibles a la direcció i la velocitat dels estímuls fins a 50 a 100 vegades l'àrea dels seus camps receptius clàssics. Les propietats estadístiques dels estímuls utilitzats per sondejar aquestes neurones també afecten les propietats de l'entorn. Com que aquestes àrees estan tan interconnectades, l'estimulació d'una cèl·lula pot afectar les propietats de resposta d'altres cèl·lules i, per tant, els investigadors són cada cop més conscients de l'elecció dels estímuls que utilitzen en aquests experiments. A més dels estudis amb estímuls simples (punts, barres, reixes sinusoïdals), estudis més recents han utilitzat estímuls més realistes (escenes naturals) per estudiar aquests efectes. Els estímuls que representen millor les escenes naturals tendeixen a induir nivells més alts de supressió, cosa que indica que aquest efecte està estretament lligat a les propietats de les escenes naturals, com ara les idees i el context local.
La supressió del so envoltant també es modula per l'atenció. Entrenant micos per atendre certes àrees del seu camp visual, els investigadors han estudiat com l'atenció dirigida pot millorar els efectes supressors dels estímuls que envolten l'àrea d'atenció. Tampoc s'han realitzat estudis perceptius similars en subjectes humans.

### Sistemes implicats
La supressió de l'envoltant es va descobrir formalment a la via visual, i va ser detectada per primera vegada per Hubel i Wiesel mentre cartografiaven els camps receptius. Les parts més primerenques de la via visual: la retina, el nucli geniculat lateral (LGN) i l'escorça visual primària (V1) es troben entre les més ben estudiades. La supressió de l'envoltant també s'ha estudiat en àrees posteriors, com ara V2, V3, V4 i MT.
La supressió de l'entorn també s'ha observat en sistemes sensorials diferents de la visió. Un exemple de somatosensació és la supressió de l'entorn a l'escorça del barril dels ratolins, en què doblegar un bigoti pot suprimir la resposta d'una neurona que respon a un bigoti proper. Fins i tot s'ha vist en les propietats de resposta de freqüència de l'electrorecepció en peixos elèctrics.

### Mecanismes biològics
Es desconeixen els mecanismes biològics que hi ha darrere de la supressió del soroll envoltant.

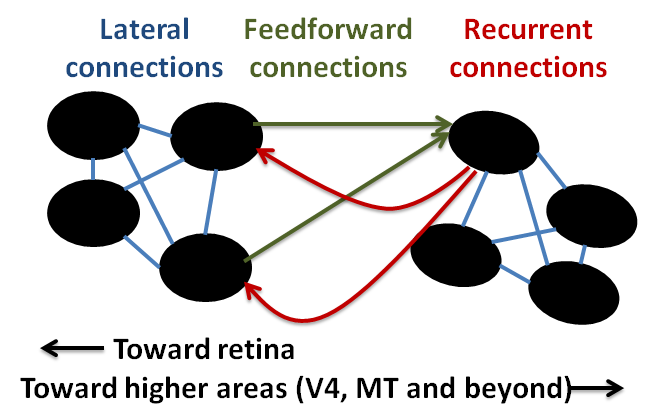
Les diferències entre connexions laterals, de retroalimentació i recurrents

S'han proposat diverses teories sobre la base biològica d'aquest efecte. Basant-se en la diversitat de les característiques dels estímuls que causen aquest efecte i la varietat de respostes que es generen, sembla que hi poden haver molts mecanismes en joc. La teoria més coneguda és que és gairebé un procés d'assaig i deducció al cervell.

### Connexions laterals
Les connexions laterals són connexions entre neurones de la mateixa capa. Hi ha moltes d'aquestes connexions a totes les àrees del sistema visual, cosa que significa que una neurona que representa una part del camp visual pot influir en una neurona que representa una altra part. Fins i tot dins de les connexions laterals, hi ha mecanismes potencialment diferents en joc. Els mecanismes monoculars, que requereixen estimulació en un sol ull, poden impulsar aquest efecte amb estímuls amb alta freqüència espacial. Tanmateix, quan es redueix la freqüència de l'estímul, entren en joc mecanismes binoculars, on les neurones de diferents ulls poden suprimir-se mútuament. S'ha demostrat que el model basat en aquesta idea reprodueix efectes supressors de l'entorn.

### Comentaris recurrents
S'ha postulat que les connexions laterals són massa lentes i cobreixen massa poc del camp visual per explicar completament la supressió envoltant. La retroalimentació de les àrees més altes pot explicar les discrepàncies observades en el mecanisme de supressió envoltant basat purament en connexions laterals. Hi ha proves que la inactivació de les àrees d'ordre superior resulta en una força reduïda de la supressió envoltant. S'ha format almenys un model de connexions excitatòries de nivells superiors en l'esforç per explicar més completament la supressió envoltant. Tanmateix, la retroalimentació recurrent és difícil de determinar mitjançant l'electrofisiologia, i els mecanismes potencials en joc no estan tan ben estudiats com les connexions de retroalimentació o laterals.

## Avantatges
El comportament de supressió del son envoltant (i el seu contrari) dóna al sistema sensorial diversos avantatges tant des del punt de vista perceptiu com de la teoria de la informació.

### Avantatges perceptius
La supressió envoltant probablement participa en tasques perceptives dependents del context. Algunes tasques específiques en què la supressió envoltant pot ajudar inclouen:
- Detecció de moviment[19] i velocitat:[20] En àrees com MT i fins i tot V1, la selectivitat de les neurones al moviment dels contrastos pot tenir un paper potencial en la representació de l'estructura dels objectes en moviment.
- Integració de contorns:[21] Detecció de la continuïtat de les vores corbes i/o "trencades"
- Segregació de textures[22]
- Constancies perceptives:[23] Reconeixement de la continuïtat en els objectes malgrat els canvis d'il·luminació, color o mida.
- Segmentació figura-fons:[24] En aquest procés, cal utilitzar el contrast local per identificar i assignar vores.
- Percepció de profunditat (a través de la paral·laxi del moviment)

Aquestes tasques requereixen l'ús d'entrades sobre àmplies regions de l'espai visual, la qual cosa significa que les respostes independents a petites parts del camp visual (un model lineal clàssic de V1) no podrien produir aquests efectes. Hi ha proves que la supressió de l'entorn participa en aquestes tasques ajustant la representació del camp receptiu clàssic o representant característiques completament diferents que inclouen tant el camp receptiu clàssic com l'entorn. S'han fet comparacions directes entre experiments fisiològics i psicofísics sobre diversos efectes perceptius. Aquests inclouen: (1) el contrast aparent reduït d'una textura de reixeta incrustada en una reixeta circumdant, (2) la identificació de l'objectiu quan està flanquejat per altres característiques, (3) la prominència dels contorns trencats envoltats per segments de vora de diferents orientacions i (4) la discriminació d'orientació quan està envoltat per característiques de diferents orientacions i freqüències espacials.

### Avantatges de la teoria de la informació
Recentment s'ha demostrat que l'estimulació de l'entorn pot donar suport a la hipòtesi de la codificació eficient proposada per Horace Barlow el 1961. Aquesta hipòtesi suggereix que l'objectiu del sistema sensorial és crear una representació eficient de l'estímul. Recentment, això ha coincidit amb la idea d'un codi "espars", un que es representa utilitzant el menor nombre d'unitats possible. S'ha demostrat que la supressió de l'entorn augmenta l'eficiència de la transmissió d'informació visual i pot formar un codi espars. Si moltes cèl·lules responen a parts del mateix estímul, per exemple, es codifica molta informació redundant. La cèl·lula necessita energia metabòlica per a cada potencial d'acció que produeix. Per tant, la supressió de l'entorn probablement ajuda a produir un codi neuronal que és més eficient metabòlicament. Hi ha avantatges teòrics addicionals, inclosa l'eliminació de la redundància estadística inherent a les estadístiques d'escenes naturals, així com la descorrelació de les respostes neuronals, la qual cosa significa menys informació per processar més endavant en la via.

## Enfocaments relacionats en visió per computador

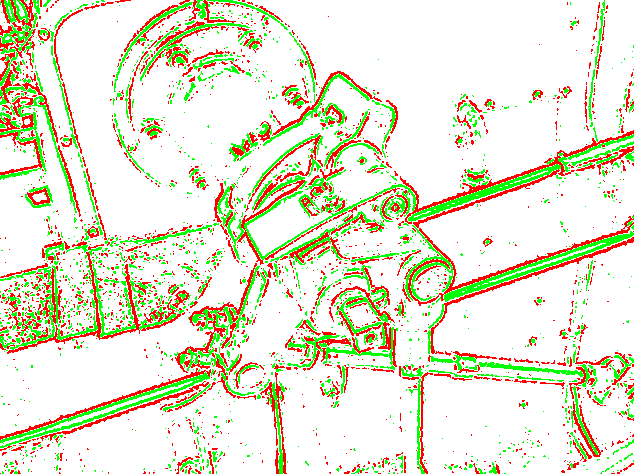
Detecció de vores basada en camps receptius centrals (vermell) i fora del centre (verd)

L'objectiu de la visió per computador és fer tasques automatitzades similars a les del sistema visual humà, interpretant el món de manera ràpida i precisa i prenent decisions basades en la informació visual. Com que la supressió de l'entorn sembla tenir un paper en una percepció eficient i precisa, hi ha hagut alguns algoritmes de visió per computador inspirats en això que passa en la visió humana:
- Representació eficient d'imatges[28]
- Algorisme de detecció contornejada[29]

Fins ara, la comunitat científica s'ha centrat en les propietats de resposta de les neurones, però també ha començat l'exploració de la relació amb la inferència i l'aprenentatge.